# Uyoku dantai

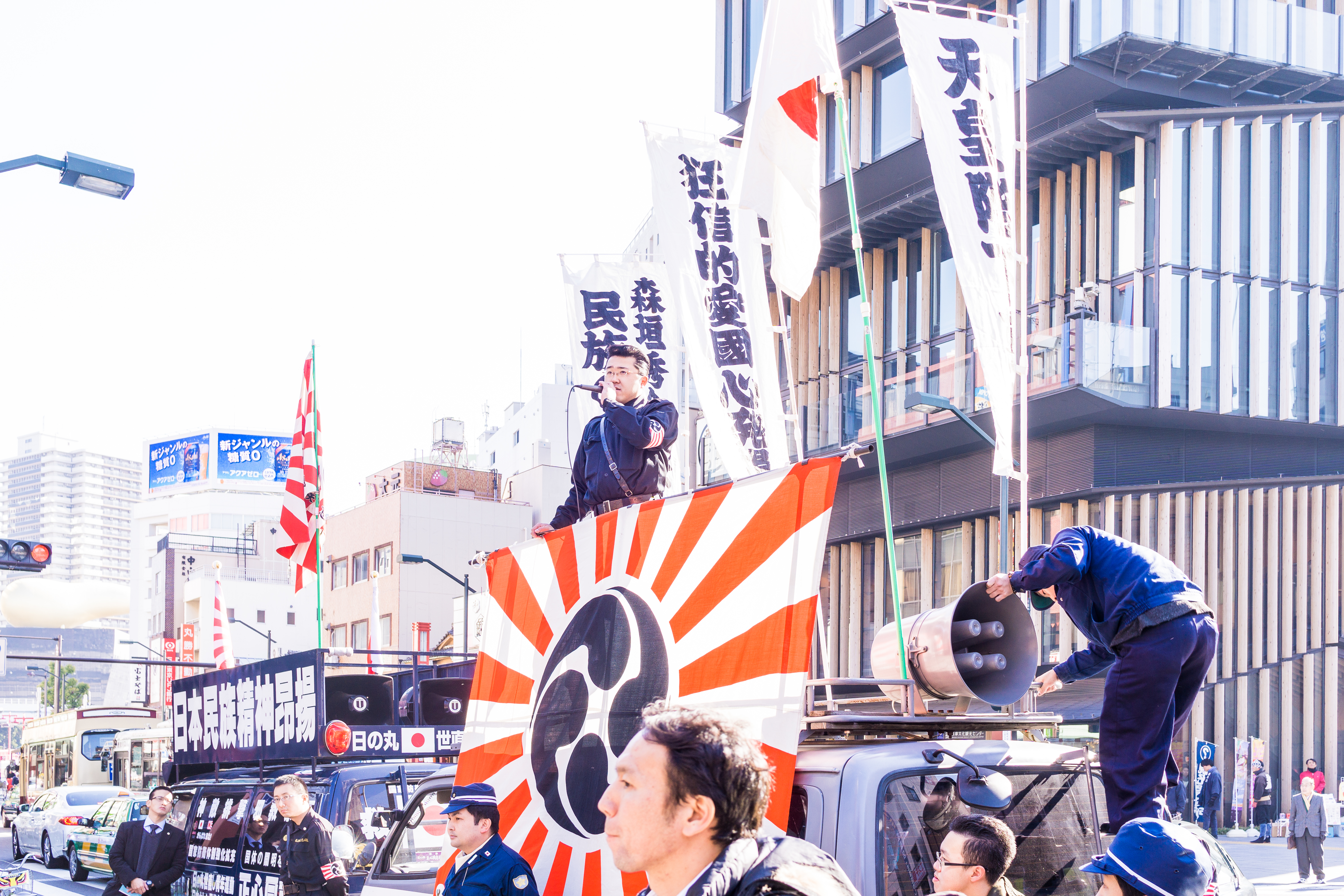
Ultranacionalistas japoneses en 2015.

Uyoku dantai (右翼団体, Grupos derechistas) son grupos ultranacionalistas de extrema derecha japoneses. En 1996 y 2013, la Agencia Nacional de Policía estimó que hay más de 1.000 grupos de derecha en Japón con aproximadamente 100.000 miembros en total.

## Filosofía y actividades
Los Uyoku dantai son bien conocidos por sus vehículos de propaganda altamente visibles, conocidos como gaisensha (街宣車): furgonetas, camiones y autobuses con altavoces y marcados prominentemente con el nombre del grupo y los eslóganes de propaganda. Los vehículos suelen ser de color negro, caqui o verde oliva, y están decorados con el Sello Imperial, la bandera de Japón y la bandera militar japonesa. Se utilizan principalmente para organizar protestas fuera de organizaciones como las embajadas de China, Corea o Rusia, las instalaciones de Chongryon y las organizaciones de medios de comunicación, donde se transmite propaganda (tanto grabada como en vivo) a través de sus altavoces. A veces se los puede ver conduciendo por las ciudades o estacionados en zonas comerciales concurridas, transmitiendo propaganda, música militar o el Kimigayo, el himno nacional. Los Patriotas del Gran Japón, que apoyan la alianza entre Estados Unidos, Japón y Corea del Sur contra China y Corea del Norte y contra el comunismo en general, siempre tendrán la bandera nacional de los Estados Unidos volando lado a lado con la bandera japonesa en los vehículos y las marchas militares de los Estados Unidos junto a sus homólogos japoneses.
Las creencias políticas difieren entre los grupos, pero las tres filosofías que a menudo se dice que tienen en común son la promoción del kokutai-Goji (que conserva el carácter fundamental de la nación), la hostilidad hacia el comunismo y el marxismo y la hostilidad contra el Sindicato de Maestros de Japón (que se opone a la aparición de los símbolos nacionales japoneses y el himno nacional). Tradicionalmente, veían a la Unión Soviética, China y Corea del Norte con hostilidad sobre temas como el comunismo, las Islas Senkaku (Diaoyu) y las Islas Kuriles.
La mayoría, pero no todos, tratan de justificar el papel de Japón en la Segunda Guerra Mundial en diversos grados, niegan los crímenes de guerra cometidos por los militares durante el período Shōwa anterior a 1945 y critican lo que consideran un sesgo de "auto-odio" en la educación histórica de posguerra. Por lo tanto, no reconocen la legalidad del Tribunal Militar Internacional para el Lejano Oriente u otros tribunales aliados; consideran a los criminales de guerra consagrados en el Santuario Yasukuni como "Mártires Shōwa" (昭和殉難者 Shōwa junnansha); o apoyan la censura de los libros de texto de historia y el negacionismo histórico.
Es difícil arrestar a miembros de los uyoku dantai porque la libertad ideológica está protegida por la Constitución de Japón. Esta es una de las razones por las que los Yakuza usan a los uyoku dantai como camuflaje.

## Grupos

### Grupos históricos
- Aikokusha (愛国社, Sociedad de Patriotas) - Establecida en 1928 por Ainosuke Iwata. (No debe confundirse con una organización de 1875–1880 del mismo nombre). Las actividades incluyeron la organización de movimientos estudiantiles anticomunistas en varias universidades y el adoctrinamiento de jóvenes en aldeas rurales. El 14 de noviembre de 1930, Tomeo Sagoya, un miembro de la sociedad, disparó al primer ministro Hamaguchi Osachi en la estación de Tokio en un intento de asesinato.
- Genyōsha (玄洋社, Sociedad del Océano Negro) - Originalmente una sociedad secreta de exsamurái, con el objetivo de restaurar el gobierno feudal, Genyosha era una sociedad secreta ultranacionalista. Participaron en actividades terroristas, como el intento de asesinato de Ōkuma Shigenobu en 1889. Formó una extensa red de espionaje y crimen organizado en todo el este de Asia y agitó la agresión militar de Japón. Forzada a disolverse después de la guerra.
- Kokuryūkai (黑龍會, Sociedad del Dragón Negro) - Un grupo paramilitar influyente creado en 1901, inicialmente para apoyar el esfuerzo de expulsar a Rusia del este de Asia. Dirigieron redes de espionaje antirrusas en Corea, China, Manchuria y Rusia. Amplió sus actividades en todo el mundo en las décadas posteriores y se convirtió en una fuerza ultranacionalista pequeña pero importante en la política dominante. Forzada a disolverse en 1946.
- Kenkokukai (建国会, Sociedad de la Fundación Nacional): una sociedad secreta ultranacionalista fundada en abril de 1926. Fue formada por el simpatizante nazi Motoyuki Takabatake junto con los anarquistas de Nagoya Shinkichi Uesugi y más tarde el líder de Aikokutō Bin Akao. Proclamó que su objeto era "la creación de un verdadero estado popular basado en la unanimidad entre el pueblo y el emperador".
- Sakurakai (桜会, Sociedad del Cerezo en Flor): una sociedad secreta ultranacionalista establecida por jóvenes oficiales dentro del Ejército Imperial Japonés en septiembre de 1930, con el objetivo de reorganizar el estado a lo largo de líneas militaristas totalitarias, mediante un golpe de Estado militar si era necesario.
- Tatenokai (楯の会? lit. «Sociedad del Escudo»): fue un grupo paralimitar tradicionalista, antioccidental y ultraderechista fundado en 1968 por el escritor Yukio Mishima. De poco recorrido, la milicia se disolvió tres meses después de dar un fallido golpe de Estado en 1970, que terminaría con el seppuku de Mishima.

### Grupos tradicionales
- Daitōjuku (大東塾, Escuela del Gran Oriente) - Una academia cultural creada en 1939. Organizaba cursos relacionados con el Shinto y las artes tradicionales como el waka (poesía) y el karate. Llevó a cabo varias campañas, como la restauración del estado original del Día de la Fundación Nacional del kigensetsu ("Día del Imperio") y la designación legal de los nombres de la era japonesa como calendario oficial de Japón.
- Partido Patriótico del Gran Japón (大日本愛国党 Dai-nippon aikokuto) - Establecido en 1951 por Satoshi Akao, un exmiembro de la Dieta Nacional de antes de la guerra, conocido en ese momento por sus discursos diarios en el cruce de Sukiyabashi en Ginza, Tokio. El partido abogó por la propiedad estatal de industrias con el Emperador como el principal responsable de la toma de decisiones. Enfatizaron la necesidad de solidaridad con los Estados Unidos y Corea del Sur en la lucha contra el comunismo. Sus camionetas de propaganda estaban decoradas con las barras y estrellas junto a la bandera japonesa, y Akao dijo una vez que las Rocas de Liancourt (Dokdo / Takeshima) deberían ser voladas, ya que representa un obstáculo para la amistad con Corea del Sur. Un exmiembro del partido, Otoya Yamaguchi, fue responsable del asesinato en 1960 de Inejiro Asanuma, el jefe del Partido Socialista Japonés, en un mitin televisado.
- Issuikai (一水会) - Formado en 1972 como parte de lo que entonces se conocía como el movimiento de "nueva derecha", que rechazó la retórica proestadounidense de la derecha tradicional. Ve al gobierno japonés como un estado títere estadounidense y exige una "independencia completa". Aboga por la creación de una nueva Organización de las Naciones Unidas sobre la base de que la estructura actual de la ONU es una reliquia de la Segunda Guerra Mundial. Ferozmente crítico con la Administración de Bush sobre temas como la Guerra de Irak y el Protocolo de Kioto.

### Grupos relacionados con laYakuza
- Nihon Seinensha (日本青年社, Sociedad Juvenil de Japón) - Una de las organizaciones más grandes, con 2.000 miembros. Creado por el sindicato Sumiyoshi-ikka en 1961. Desde 1978, los miembros han construido dos faros y un santuario sintoísta en las Islas Senkaku (Diaoyutai), una serie de islotes deshabitados reclamados por Japón, China y Taiwán.[8] En junio del 2000, dos miembros de la sociedad atacaron las oficinas de una revista que tenía un titular que supuestamente era irrespetuoso con la princesa Masako.
- Nihon Kōmintō (日本皇民党, Partido Popular del Emperador de Japón) - Afiliado al sindicato Inagawa-kai. En 1987, realizó una campaña para difamar a Noboru Takeshita durante su candidatura a Primer Ministro, transmitiendo constantemente elogios excesivos de Takeshita con veinte camiones de altavoces. Las transmisiones se detuvieron después de la intervención de Shin Kanemaru. Este incidente dio lugar a una serie de escándalos políticos que finalmente pusieron de relieve la participación del crimen organizado en el gobernante Partido Liberal Democrático.[9] En abril de 2004, un autobús perteneciente al grupo chocó contra la puerta del consulado chino en Osaka, dañando la puerta.[10] La policía arrestó a Nobuyuki Nakagama, el conductor, y Ko Chong-Su, un miembro coreano del grupo, por organizar el ataque.
- Taikōsha (大行社, Gran Sociedad Empresarial) - una organización con sede en Tokio con unos 700 miembros, afiliados oficialmente al sindicato Inagawa-kai.
- Seikijuku (正氣塾, Escuela Sana de Pensadores) - un grupo con sede en la prefectura de Nagasaki, que se estableció en 1981. Responsable de varios incidentes violentos, incluido el tiroteo casi fatal de 1991 del alcalde de Nagasaki, quien declaró que el emperador Hirohito era responsable de la guerra.
- Yūkoku Dōshikai (憂国道志会) - Un partido nacionalista extremo. El grupo incendió la casa de Ichirō Kōno en 1963. Los miembros estaban armados con pistolas y katanas, tomaron ocho rehenes y se atrincheraron en la oficina de la Federación de Negocios de Japón en 1977. Su líder, Shūsuke Nomura, había admirado al nacionalista coreano An Jung-geun como un patriota. . En la 37.ª elección de los miembros de la Asamblea de la Cámara de Representantes (1983), un secretario de Shintarō Ishihara difamó a su candidato de la oposición Shōkei Arai (Bak gyeong-jae / 박경재) como "coreano", el partido protestó duramente contra Shintarō Ishihara.

### Otros grupos
- Escuela de pensadores cuerdos (正氣塾, Seikijuku): un grupo con sede en la prefectura de Nagasaki creado en 1981. Responsable de una serie de incidentes violentos, incluido el tiroteo casi fatal en 1991 del alcalde de Nagasaki, quien afirmó que el emperador Hirohito era responsable de la guerra.
- Yūkoku Dōshikai (憂国道志会): un partido nacionalista extremo. El grupo prendió fuego a la casa de Ichirō Kōno en 1963. Los miembros estaban armados con pistolas y katanas, tomaron ocho rehenes y se atrincheraron en la oficina de la Federación de Empresarios de Japón en 1977. Su líder, Shūsuke Nomura, había admirado al nacionalista coreano An Jung-geun como patriota. En la 37.ª elección de miembros de la asamblea de la Cámara de Representantes (1983), cuando un secretario de Shintarō Ishihara difamó al candidato de la oposición Shōkei Arai (Bak Gyeong-jae) llamándolo "coreano", el partido protestó duramente contra Ishihara.
- Partido Nacionalsocialista Obrero Japonés (国家社会主義日本労働者党 Kokka Shakaishugi Nippon Rōdōsha-Tō) - Un pequeño partido neonazi encabezado por Kazunari Yamada, que mantiene un sitio web y un blog que incluye elogios a Adolf Hitler y los ataques del 11 de septiembre.[11] Las imágenes de Yamada, un negador del Holocausto, posando con la ministra del Gabinete Sanae Takaichi y la jefa de investigación de políticas del PLD, Tomomi Inada, fueron descubiertas en el sitio web y se convirtieron en una fuente de controversia; Ambos han negado el apoyo al partido.[11]
- Conferencia de Japón (日本会議, Nippon Kaigi): un grupo conservador y nacionalista japonés que busca la revisión de la constitución japonesa y la revisión de los libros de texto de historia japoneses para blanquear las acciones de Japón durante la Segunda Guerra Mundial.
- Iglesia de la Unificación (国際勝共連合 Kokusai Shōkyō Rengō) - En Corea del Sur y Japón en 1968 por Sun Myung Moon, el fundador de la Iglesia de la Unificación. El capítulo japonés se creó después de una reunión entre Moon y Ryōichi Sasakawa, un empresario ultranacionalista, y Yoshio Kodama, una figura destacada en el crimen organizado. Estas dos figuras, ambas presuntas criminales de guerra de clase debido a su participación en operaciones de tráfico de drogas en China durante la guerra, encabezaron la organización. En 1969, hizo campaña para cerrar la Universidad Coreana (pro-Pionyang) en Japón, dirigida por Chongryon, un grupo coreano pro-Pionyang en el país. En 1971 organizó huelgas de hambre para protestar contra el reconocimiento oficial de Japón de la República Popular China. El grupo aboga por un Japón con armas nucleares y la solidaridad con Estados Unidos y Corea del Sur.[12]
- Ganbare Nippon (頑張れ日本！全国行動委員会 ¡Aguanta, Japón! Comité de Acción Nacional) - Un grupo fundado el 2 de febrero de 2010.[13] Está presidido por el exjefe de la Fuerza Aérea de Autodefensa Toshio Tamogami,[14] quien ha liderado el grupo desde su fundación.[15] Tras el intento de los activistas de Hong Kong de desembarcar en las disputadas islas Senkaku, el grupo aterrizó en las islas y levantó la bandera japonesa.[16][17] Durante las manifestaciones contra Japón de 2012, organizaron contraprotestas en Tokio con una participación de solo cincuenta personas.[18]
- Asociación de Ciudadanos contra los Privilegios Especiales de los Zainichi (在日特権を許さない市民の会, Zaitokukai): un grupo nacionalista y antiinmigración japonés que pide la eliminación de la asistencia social estatal y los supuestos privilegios para los Zainichi. Son anticoreanos, antirrusos y antichinos. Ha sido descrito por la Agencia Nacional de Policía como una amenaza potencial para el orden público debido a su ideología "extremadamente nacionalista y xenófoba".